# 1572 Posnania
1572 Posnania è un asteroide della fascia principale del diametro medio di circa 33,62 km. Scoperto nel 1949, presenta un'orbita caratterizzata da un semiasse maggiore pari a 3,1017942 UA e da un'eccentricità di 0,2103300, inclinata di 13,29689° rispetto all'eclittica.
L'asteroide è dedicato alla città polacca di Poznań di cui riprende il nome in latino.